# Inégalité de Harnack

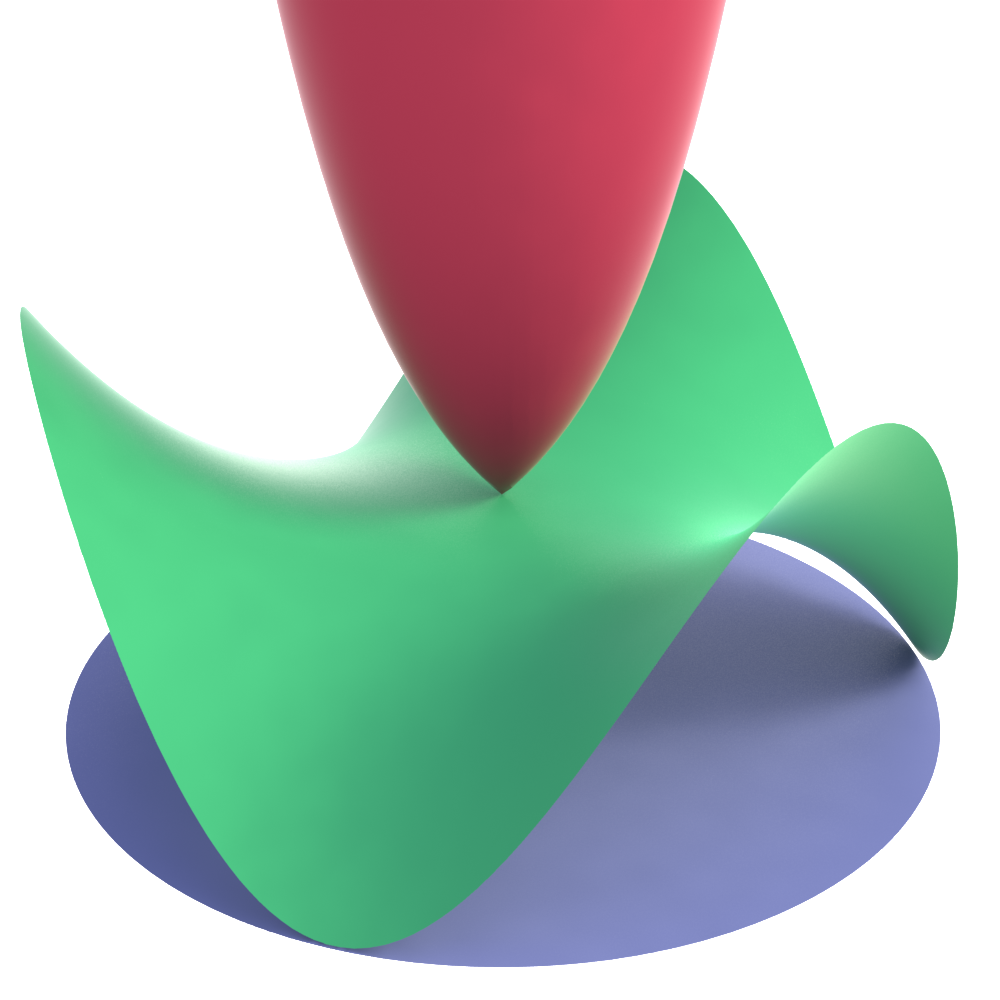
Visualisation de l'inégalité dans le cas d'un disque. La fonction harmonique, en vert, est majorée par une autre fonction harmonique, en rouge, de même valeur au centre du disque et tendant vers l'infini au bord du disque.

En mathématiques, l'inégalité de Harnack est une inégalité reliant les valeurs en deux points d'une fonction harmonique positive, introduite par A. Harnack (1887). J. Serrin (1955) et J. Moser (1961, 1964) ont généralisé l'inégalité de Harnack à des solutions d'équations aux dérivées partielles elliptiques ou paraboliques. La démonstration de Perelman de la conjecture de Poincaré utilise une version de l'inégalité de Harnack, trouvée par Richard S. Hamilton (1993), pour le programme de Hamilton. L'inégalité de Harnack est utilisée pour prouver le principe de Harnack qui traite de la convergence de suites de fonctions harmoniques. L'inégalité de Harnack peut également être utilisée pour démontrer la régularité sur l'intérieur des solutions faibles des équations aux dérivées partielles.

## Énoncé
L'inégalité de Harnack s'applique à une fonction f positive définie sur une boule fermée de Rn, de rayon R et de centre x0. Elle précise que, si f est continue sur cette boule fermée et harmonique sur son intérieur, alors pour tout point x tel que |x - x0| = r < R
{\displaystyle \displaystyle {{1-(r/R) \over [1+(r/R)]^{n-1}}f(x_{0})\leq f(x)\leq {1+(r/R) \over [1-(r/R)]^{n-1}}f(x_{0}).}}
Dans le plan R2  (n = 2), l'inégalité peut être réécrite :
{\displaystyle {R-r \over R+r}f(x_{0})\leq f(x)\leq {R+r \over R-r}f(x_{0}).}